# Tóth Zoltán (színművész, 1961–2018)
Tóth Zoltán (Debrecen, 1961. április 22. – Budapest, 2018. április 27.) Jászai Mari-díjas magyar színész.

## Életpályája
Középiskolai tanulmányait a pallagi mezőgazdasági szakközépiskolában kezdte, majd a debreceni Csokonai Gimnáziumban érettségizett. Színészi pályája a debreceni Alföld Színpadnál indult, amelynek 1977-től 1984-ig volt tagja. A színművészeti főiskolára nem vették fel, 1981-től ügyelőként kezdte a Csokonai Színháznál. 1984-től a Békés Megyei Jókai Színházhoz szerződött. 1998-tól a budapesti Katona József Színház társulatának tagja volt kilenc évig, majd szabadfoglalkozású színészként dolgozott például a tatabányai Jászai Mari Színházban, az RS9 Színházban, és a Pinceszínházban.

## Fontosabb színházi szerepei
- William Shakespeare: A makrancos hölgy... Curtis
- William Shakespeare: Sok hűhó semmiért... Lasponya, polgárőr
- William Shakespeare: Vízkereszt, vagy amit akartok... Nemes Böffen Tóbiás, Olivia rokona
- William Shakespeare: Julius Caesar... 2. polgár; Ligarius
- William Shakespeare: Troilus és Cressida... Ajax, görög vezér
- William Shakespeare: Pericles... Boult
- Molière: Nők iskolája... Alain, paraszt, Arnolf inasa
- Johann Wolfgang von Goethe: Stella... Tiszttartó
- Heinrich von Kleist: Amphitryon... Sosias, Amphitryon szolgája
- Heinrich von Kleist: A bosszú... Sekrestyés
- Honoré de Balzac: A pénz komédiája... Kalózi, vállalkozó
- Fjodor Mihajlovics Dosztojevszkij: A félkegyelmű... Lebegyev, hivatalnok
- Fjodor Mihajlovics Dosztojevszkij: Az idióta... Afanaszij Ivanovics Tockij
- Johann Nepomuk Nestroy: A talizmán... Spund, sörgyáros
- Arthur Schnitzler: Távoli vidék... Natter
- August Strindberg: Haláltánc... Főhadnagy
- Bertolt Brecht: Koldusopera... Kimball
- Bertolt Brecht: Puntila úr és szolgája, Matti... Surkala
- Witold Gombrowicz: Operett... Plébános
- Jaroslav Hašek – Spiró György: Svejk... Svejk
- Ion Luca Caragiale: Az elvesett levél... Dudu Pristanda
- Barrie Stavis: A szivárványszínű köntös... Ásér, Jákob nyolcadik fia Zilpától
- Ken Kesey: Kakukkfészek... Williams ápoló
- Harold Pinter: Hazatérés.. Joey
- Hans Fallada: Mi lesz veled, emberke?... Lauterbach könyvelő
- Eduardo De Filippo: Szombat, vasárnap, hétfő... Attilio
- Gerhart Hauptmann: Henschel fuvaros... Henschel fuvaros
- Dale Wasserman: La Mancha lovagja... Pedro; Ötödik rab
- Alfonso Paso: Hiszi? Nem hiszi?!... Juan
- Murray Schisgal: Szerelem, ó!... Harry
- Paavo Liski – Képes Géza: Kalevala... Észak gazdája
- Morris Panych: Történet a hetediken... Férfi
- Balassi Bálint: Szép magyar komédia... Dienes
- Kodály Zoltán: Háry János... Dufla generális; Magyar silbak; Krucifix generális
- Ödön von Horváth: Mesél a bécsi erdő... Oszkár
- Molnár Ferenc: Doktor úr... I. Rendőr
- Molnár Ferenc: Liliom... Hugó
- Molnár Ferenc: Az üvegcipő... Rendőrtanácsos
- Sütő András: Egy lócsiszár virágvasárnapja... Várkatona
- Székely János: Caligula helytartója... Judás
- Weöres Sándor: Szent György és a Sárkány... Polgár
- Göncz Árpád: Magyar Médeia... Rendőr
- Jeles András: Szenvedéstörténet... Vándor
- Lőrinczy Attila: Balta a fejbe... Szenes, második bérgyilkos
- Spiró György: Koccanás... Segédmunkás; Maffiózó; Bőrfejű; Tüntető; Turista
- Spiró György: Káró király... Káró király
- Egressy Zoltán: Portugál... Bece
- Parti Nagy Lajos: Ibusár... Vargányai Gusztáv, állomásfőnök
- Hamvai Kornél: Hóhérok hava... Canné, hóhér; Pap; Néző; Zsandár
- Hamvai Kornél: Márton partjelző fázik... Márton partjelző
- Kukorelly Endre: Élnek még ezek?... Pista
- Mérai Katalin: Haláltusa... Hamlet
- Háy János: A Gézagyerek... Herda Pityu
- Sultz Sándor: A jó pálinka itassa magát... Pista
- Darvasi László: Vizsgálat a rózsák ügyében... Őrmester
- Darvasi László: Szív Ernő estéje... Gábriel, az angyal, igazi hivatalnoktípus
- Darvasi László: Bolond Helga... Fleis, hentesmester, szereti a mazsolát
- Tóth-Máthé Miklós: Méliusz... Szegedi Gergely
- Vajda Katalin – Vajda Anikó: Villa Negra... Tocsó
- Rudyard Kipling – Békés Pál – Dés László – Geszti Péter: A dzsungel könyve... Balu
- Horváth Péter – Presser Gábor – Sztevanovity Dusán: A padlás... Meglökő, óriás szellem, 560 éves
- Kálmán Imre: A montmartre-i ibolya... Színigazgató
- Lázár Ervin: Berzsián és Dideki... Violin

## Filmek, tv
- Öregberény (sorozat, 1995)
- Kisváros (sorozat, 2000)
- Állva maradás (2002) ... Béla
- Másnap (2004)
- Rap, revü, Rómeó (2004) ... Gugu
- Fekete fehér (2006) ... Péteri
- Szabadság, szerelem (2006)... Börtönőr
- Buhera mátrix (2007) ... Oktató
- Szuromberek királyfi (2007) ... Tellbecsin főstábgenerális
- Presszó (sorozat, 2008) ... Vízvezeték szerelő
- Géniusz, az alkimista (sorozat, 2010) ... Majoros, Szabó
- Hacktion: Újratöltve (sorozat, 2012) ... Keller
- Munkaügyek (sorozat, 2013) ...Reklám rendező

## Díjai, elismerései
- Nívódíj (1995; 1996)
- Az év művésze (1996) – megyei díj
- Pécsi Országos Színházi Találkozó különdíja (1997)
- PUKK-díj (2003-Stella)